# Psicologia judiciária
A psicologia judiciária é o ramo da psicologia jurídica (ou forense) que se dedica a analisar algumas situações que ocorrem dentro dos fóruns, tribunais e cartórios em geral sob perpectivas psicológicas.
Com isso, a psicologia judiciária, abrange o estudo dos comportamentos dos indívíduos envolvidos na relação tripla entre juiz, réu e autor, traçando o encontro da psicologia e da psicanálise com a processualística. Nesse ínterim, ocorre suas íntimas relações com a psicanálise forense. Podem-se observar algumas situações envolventes da psicologia judiciária também nas legislações processuais civil e penal.
Segundo Manita e Machado a definição de psicologia jurídica, forense, a psicologia da justiça, a psicologia legal, a psicologia criminal ou a psicologia do comportamento desviante, entre outras, não é simples nem consensual. Apesar de próximas ou equivalentes entre si enquadram-se numa categoria mais ampla que é a psicologia da justiça uma disciplina que engloba todo o conjunto de saberes oriundos da psicologia aplicados à compreensão, avaliação ou intervenção nos diversos fenómenos definidos pela aplicação da Justiça. Alguns autores, entretanto consideram psicologia do comportamento desviante como o conceito mais abrangente de todos, pois está para além das dimensões criminais ou judiciais, embora as englobe também. 
A psicologia judiciária, assim como a psicologia criminal ou criminologia também lida com a estrutura mental normal e anormal além dos comportamentos  de outras pessoas envolvidas com os processos, mesmo que sem fazer parte das lides. Os cartorários são exemplos que fizeram com que esta ciência inclusive adentrasse em novos estudos como as "doenças judiciárias", causadas pelo trabalho excessivo, volumes gigantescos de processos e insegurança nas suas atividades, decerto semelhantes as doenças ocupacionais ou trabalhistas.